# Firmicutes
Firmicutes (latinski: firmus = jak, cutis = koža, odnosi se na staničnu stijenku) su koljeno bakterija. Unutar koljena nalaze se Gram-pozitivne bakterije. Bakterije iz jednog razreda unutar ovog koljena, Mollicutes, nemaju staničnu stijenku, te se ne mogu bojati po Gramu.

## Rodovi
Unutar koljena Firmicutes klasificirana su 274 roda bakterija, a poznatiji rodovi su:
Iz razreda Bacilli, red Bacillales rodovi:
- Bacillus
- Listeria
- Staphylococcus

Iz razreda Bacilli, red Lactobacillales, rodovi:
- Enterococcus
- Lactobacillus
- Lactococcus
- Leuconostoc
- Pediococcus
- Streptococcus

Iz razreda Clostridia, rodovi:
- Acetobacterium
- Clostridium
- Eubacterium
- Heliobacterium
- Heliospirillum
- Megasphaera
- Pectinatus
- Selenomonas
- Zymophilus
- Sporomusa

Iz razreda Mollicutes, rodovi:
- Mycoplasma
- Spiroplasma
- Ureaplasma
- Erysipelothrix (primjer vrste Erysipelothrix rhusiopathiae)